# Diego de la Haya Fernández
Diego de la Haya Fernández (n. Puerto de Santa María, España, 21 de abril de 1674 - m. Portobelo, Panamá, agosto de 1734) fue un militar español, gobernador de la provincia de Costa Rica de 1718 a 1727.

## Datos familiares
Sus padres fueron Leonardo de la Haya y de la Haya, oriundo de Masseik, Bélgica, y Sebastiana Luisa Fernández y González, oriunda de Alicante, España. Fue bautizado el 16 de mayo de 1674 en la parroquia de los Milagros en el Puerto de Santa María.
Casó en la ciudad de Panamá con Petronila del Hoyo y González Carrasco, natural de esa ciudad, con quien no tuvo sucesión. Antes de casarse tuvo con Isabel María Gallegos (o Márquez) un hijo llamado José Nicolás Próspero de la Haya, quien casó en Cartago, Costa Rica, con María Josefa Chavarría y Calvo. 

## Carrera militar y pública
Del 2 de noviembre de 1698 al 4 de julio de 1699 fue alférez de una compañía de milicias españolas en Panamá. El 1° de enero de 1702 fue elegido alcalde de todas las islas del rey en la jurisdicción de Panamá, cargo en cuyo ejercicio hizo un recorrido por todas esas islas. 
Desde el 14 de marzo de 1708 hasta junio de 1711 fue factor veedor de la Real Hacienda en Portobelo, y de junio de 1711 al 5 de mayo de 1716 desempeñó el cargo de proveedor y pagador general del Reino de Tierra Firme (Panamá). 

## Gobernador de Costa Rica
El 15 de febrero de 1718, cuando se encontraba en España, fue nombrado por el rey Felipe V como gobernador de Costa Rica. Enseguida regresó a América y el 26 de noviembre de 1718 tomó posesión de su cargo.
A pesar de lo muy limitado de los recursos disponibles, su administración fue dinámica y progresista. Los historiadores costarricenses lo han considerado como uno de los mejores gobernadores españoles que
tuvo la provincia. 
Le sucedió como gobernador en 1727 don Baltasar Francisco de Valderrama y Haro y Portillo. 

## Obras
Escribió la obra Norte del Reino de Tierra Firme, que concluyó en 1716 y estaba dedicado al rey Felipe V. Este libro contenía una detallada descripción de Panamá y sus recursos, pero no se conserva el texto y únicamente se conoce el prólogo. Tampoco se conserva otro libro que escribió con respecto al posible mejoramiento de Panamá en diversos aspectos.
También compuso una loa que fue representada en Cartago en 1725 en las fiestas de entronización del rey Luis I.